# Johannes Matthijs Lion

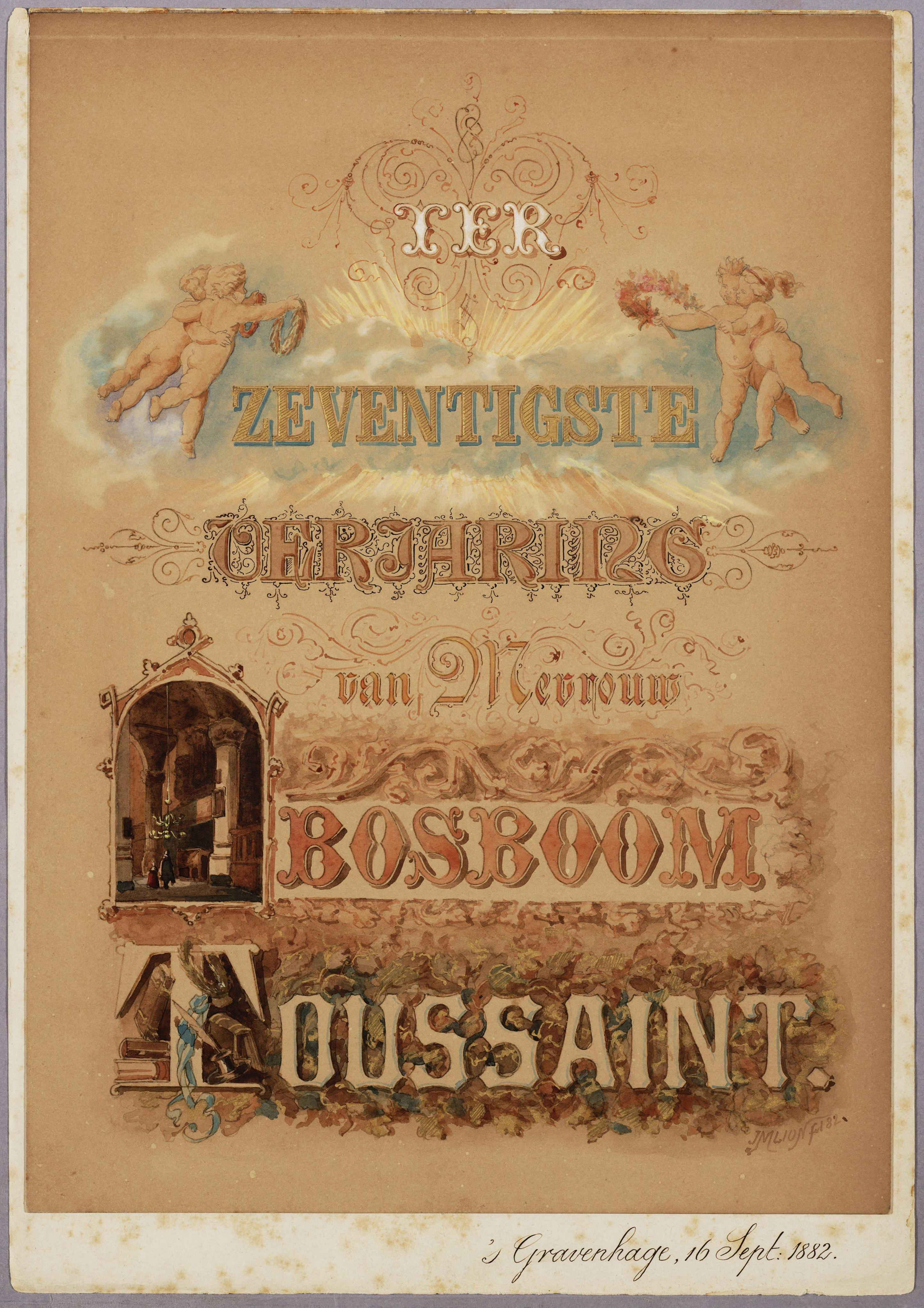
Ter zeventigste verjaring van Mevrouw Bosboom-Toussaint. Gekalligrafeerde tekst van Lion voor het Album van Mevrouw Bosboom-Toussaint (1882). Bij de letter B staat een kerkinterieur, verwijzend naar de kerkschilder Johannes Bosboom. Rond de T plaatste Lion boeken en schrijfgerei, daarmee verwijzend naar de schrijfster Geertruida Bosboom-Toussaint.

Johannes Matthijs Lion (Schiedam, 2 februari 1856 – Den Haag, 20 juni 1899) was tekenaar, lithograaf, aquarellist, wapenbordschilder tevens wapentekenaar voor de Hoge Raad van Adel.

## Achtergrond
Lion volgde een opleiding aan de Koninklijke Academie van Beeldende Kunsten in Den Haag. Hij was aquarellist van landschappen en portretten, lithograaf, uitgever en wapenbordschilder. Hij viel op tijdens een heraldische tentoonstelling ter gelegenheid van de geboorte van prinses Wilhelmina waarbij het bewondering van het Nederlandse koninklijke huis kreeg. Later werd zijn werk bekroond met internationale prijzen.
Hij was werkzaam voor de Topografische Inrichting in Den Haag. In 1879 vestigde hij daar een heraldisch-calligrafisch atelier. Sinds 1882 was hij daarmee zelfstandig. Hij was wapenschilder van koningin Emma. De wapentekeningen in Nederlandsche gemeentewapens van Willem Jan d'Ablaing van Giessenburg uit 1862 waren van zijn hand; in 1887 verzorgde hij ook de tekeningen van de 2e druk, en in 1896 vulde hij die bovendien nog aan voor de 3e druk. Hij maakte ook een kopie van een oud wapenboek die achteraf (historisch gezien) waardeloos bleek (Ancien armorial contenant 333 écussons de chevaliers néerlandais, belges, français et allemands qui, sous Albert de Bavière, ont été faire la guerre en Frise en 1396, 1889). Hij leverde illustraties voor de serie Genealogische kwartierstaten van Nederlandsche geslachten van M.G. Wildeman [et al.] die in 20 afleveringen verschenen tussen 1894 en 1897. Hij was uitgever van Heraldieke modellen ten dienste van decoratieschilders, graveurs, zegelsnijders, beeldhouwers, bouwkundigen, teekenaars, borduurders uit 1895.
Lion leverde ook werk als marineschilder, waarvan veel werk naar Amerika ging.
Hij overleed onverwachts op jonge leeftijd na een verwaarloosde bronchitis.

## Afbeeldingen

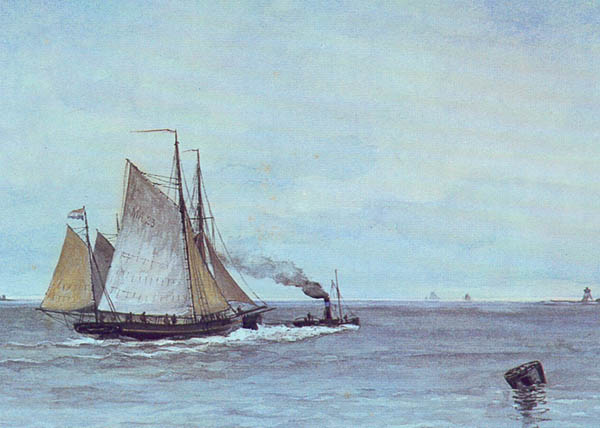
Maritiem aquarel van Lion
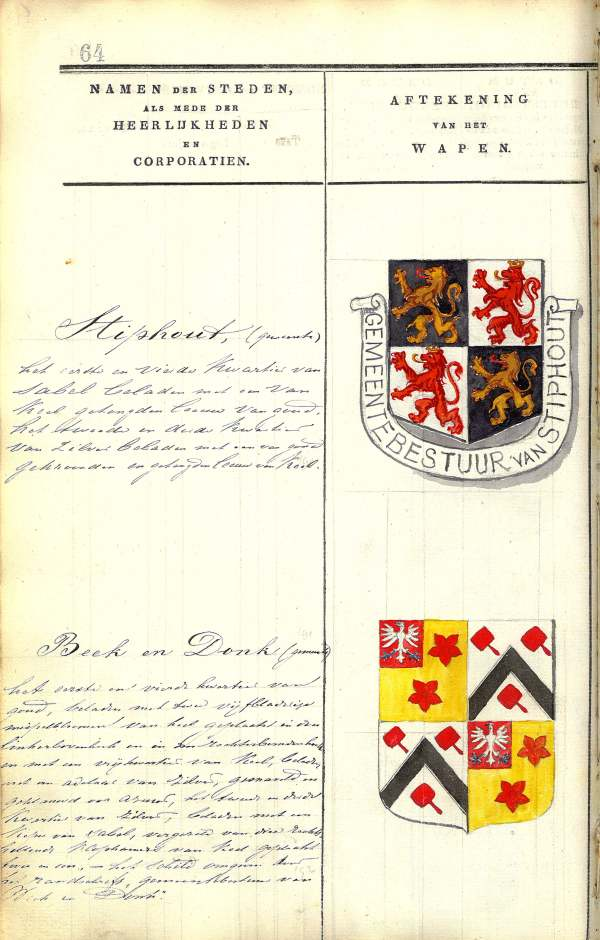
Lion's werk voor het register